# 蜉蝣 (アルバム)
蜉蝣（かげろう）は、日本のビジュアル系ロックバンドの蜉蝣（かげろう）の一作目のオリジナル・アルバムである。2003年7月30日に発売。10曲目「過去形真実」は、TBS系列『夜の体育』のエンディングテーマとなっている。

## 収録曲
1. 十戒
2. 迷走本能
3. 根暗高速子守唄
4. 冷え性の女
5. 闇に笑う黒
6. マーヴェラスな首飾り
7. 雨の海岸通り
8. 所詮、自分は犬であります。
9. ピチ崇拝
10. 過去形真実
11. 渦